# Helicarion
Helicarion é um género de gastrópode  da família Helicarionidae.
Este género contém as seguintes espécies:
- Helicarion australis Reeve, 1862
- Helicarion leopardina Iredale, 1941
- Helicarion porrectus Iredale, 1941
- Helicarion rubicundus Dartnall & Kershaw, 1978